# Dagmar Busch
Dagmar Busch ist eine deutsche Verwaltungsjuristin. Sie war von 2022 bis 2025 als erste Frau Koordinatorin der Nachrichtendienste des Bundes und Abteilungsleiterin 7 im Bundeskanzleramt.

## Leben
Busch absolvierte ihre juristische Ausbildung in Bonn und Paris. Ab 1992 war sie im Bundesministerium des Innern (BMI) in Bonn tätig. Es erfolgte eine Verwendung an einer der Ständigen Vertretungen der Bundesrepublik Deutschland in Brüssel. Im BMI war sie als Referentin mit Fragen des Verfassungsrechts, der Migration und der öffentlichen Sicherheit befasst. Später wurde sie Referatsleiterin in der Abteilung Bundespolizei und ab Mai 2018 Abteilungsleiterin Bundespolizei im BMI. Busch gehörte dem Verwaltungsrat von Frontex an.
Vom 1. März 2022 bis Mai 2025 war sie als erste Frau Koordinatorin der Nachrichtendienste des Bundes und Abteilungsleiterin 7 im Bundeskanzleramt.